# None of Your Love
None of Your Love è un singolo del rapper statunitense Lil Tjay, pubblicato il 4 dicembre 2020.

## Tracce
1. None of Your Love – 2:32